# لا سلبا دل کامپ
لا سلبا دل کامپ (به اسپانیایی: La Selva del Camp) یک شهرستان در اسپانیا است که در استان تاراگونا واقع شده‌است.

## خصوصیات
لا سلبا دل کامپ ۳۵٫۳۰ کیلومترمربع مساحت و ۵٬۴۷۷ نفر جمعیت دارد و ۲۴۶ متر بالاتر از سطح دریا واقع شده‌است.